# Тютюнник, Григор Михайлович
Не следует путать с Григорием Тютюнником.
Григо́р Миха́йлович Тютю́нник (укр. Григíр Миха́йлович Тютю́нник; 5 декабря 1931, с. Шиловка, Украинская ССР, СССР — 6 марта 1980, Киев, Украинская ССР, СССР) — украинский писатель и переводчик. Младший брат писателя Григория Тютюнника.

## Биография
Григор Михайлович Тютюнник родился 5 декабря 1931 года в селе Шиловка (ныне Зеньковский район, Полтавская область, Украина) в крестьянской семье. В 1937 году его отец был репрессирован и расстрелян. В 1957 году Михаил Тютюнник был реабилитирован посмертно. Во время войны Григор жил у своего дяди на Донбассе.
Тяжёлые условия детства сыграли впоследствии существенную роль и в выборе тем и сюжетов, и в формировании мировосприятия будущего писателя с его драматичностью. После освобождения Украины от нацистов, Тютюнник окончил пятый класс сельской школы и поступил в ремесленное училище; работал на Харьковском заводе им. Малышева, в колхозе, на строительстве Мироновской ТЭС, на восстановлении шахт на Донбассе.
После службы на Тихоокеанском флоте (во Владивостоке), где он учился в вечерней школе, впервые пробует писать (на русском языке). Значительное влияние на формирование его литературных вкусов, на отношение к литературному труду оказал его брат — писатель Григорий Тютюнник. Уже с тех пор постепенно формировались характерные приметы творческой индивидуальности молодого писателя: постоянное недовольство собой, настойчивые поиски точного слова. Период его литературного учения остался скрытым от посторонних глаз. Первая встреча писателя с читателем (с подписью «Григорий Тютюнник-Ташанский») — рассказ «В сумерках» (рус. язык: «Крестьянка». 1961 — № 5).
После окончания Харьковского университета в 1962 году Григор Тютюнник вёл педагогическую деятельность в вечерней школе на Донбассе. В 1963—1964 годах работает в редакции газеты «Литературная Украина», публикует в ней несколько очерков на разные темы и первые рассказы: «Чудак», «Розовый мрак», «Сито, сито…», «Кленовый побег». Молодёжные журналы «Днепр» и «Смена» печатают новеллы «Лунная ночь», «Завязь», «На пепелище», «В сумерки», «Чудеса», «Смерть кавалера».
Заинтересовавшись кинематографом, Григор Тютюнник работает в сценарной мастерской Киевской киностудии им. Александра Довженко, создаёт литературный сценарий по роману Григория Тютюнника «Водоворот», рецензирует произведения коллег-кинодраматургов и фильмы. Переходит на редакторско-издательскую работу, а впоследствии полностью отдаётся литературному творчеству.
В 1966 году вышла его первая книга «Завязь», ставшая одной из тех книг, которые засвидетельствовали новый взлёт украинской прозы и сделали популярным имя Григора Тютюнника, одновременно выделив его среди творческой молодёжи. Журнал «Дружба народов» отметил рассказы Тютюнника как лучшие в своих публикациях 1967 года. В 1968 году «Литературная газета» объявила всесоюзный конкурс на лучший рассказ. Григору Тютюннику была присуждена премия за рассказ «Тысячелистник». Произведение дало название сборнику 1969 года, в которую вошли повесть «Осада» и несколько рассказов.
В 1970-е годы появляются в прессе — республиканской («Отечество», «Днепр», «Утро») и всесоюзной («Дружба народов», «Сельская молодёжь», «Студенческий меридиан») новые произведения Григора Тютюнника. В Таллине выходит сборник его рассказов на эстонском языке (1974 год). Журнал «Сельская молодёжь» в 1979 году (№ 1) сообщает, что он награждён медалью «Золотое перо» — за многолетнее творческое сотрудничество. Издаются сборники «Родительские пороги», «Горизонт» (Киев, 1972, 1975), «Отчие пороги» (Москва, 1975), «Корни» (Киев, 1978).
Тютюнник переводил на украинский язык произведения Василия Шукшина: в 1978 году в издательстве «Молодёжь» вышел сборник рассказов и киноповесть «Калина красная», он переводил и произведения Максима Горького («Сердце Данко»), Ивана Соколова-Микитова («Год в лесу») и другие. В начале 1970-х годов Тютюнник работал в издательстве «Весёлка». Среди его продукции — настольная книга-календарь для детей «Двенадцать месяцев» (1974), в подборке материалов к которой проявился его литературный вкус, художественная требовательность, уважение к юному читателю. Пишет он и произведения для детей, издаёт сборники рассказов «Ласочка» (1970 год), сказок «Степная сказка» (1973 год), которые по-новому раскрыли талант писателя.
За произведения «Климко» ([1976) и «Огонёк далеко в степи» (1979) Григору Тютюннику присуждена республиканская литературная премия имени Леси Украинки в 1980 году. В последние месяцы жизни писатель работал над повестью «Житие Артёма Безвиконного».
6 марта 1980 года Григор Тютюнник покончил жизнь самоубийством (повесился). Похоронен на Байковом кладбище в Киеве.

## Награды и премии
- Государственная премия УССР имени Тараса Шевченко (1989 — посмертно) — за произведения в 2-х томах[9].
- Госсударственная премия УССР имени Леси Украинки (1980) — за произведения «Климко» (1976) и «Огонёк далеко в степи» (1979)

## Известные произведения
- «Чудак»
- «Огонёк далеко в степи»
- «Климко»
- «Смерть кавалера»
- «Край небо»
- «Перед грозой»
- «На пепелище»
- «Ласочка»
- «Бушель»
- «Как поймали хулигана»
- «Ночной разбойник»
- «Однокрыл»
- «Лесная сторожка»
- «Громовержец»
- «Степная сказка»
- «Диковина»
- «Завязь»
- «Медаль»
- «Три плача над Степаном»
- «Сын приехал»

## Память
Именем Григора Тютюнника названы улицы в Борисполе (Киевская обл.), Костополе (Ровенская обл.) и Лубнах (Полтавская обл.).
На доме №34 на Андреевском спуске в Киеве, где писатель жил в середине 1960-х годов, установлена мемориальная доска
Григору Тютюннику посвящена одна из витрин Музея Одной Улицы. В витрине музея выставлены рукописи писателя, письма к другу, коллекция оригинальных фотографий.

## Экранизации
- в 1981 году по мотивам рассказа «Сын приехал» снят фильм «Стеклянное счастье»;
- в 1980 году по повести «Отдавали Катрю» режиссёром Петром Марусиком снят одноимённый фильм «Отдавали Катрю»;
- в 1983 году по одноимённому рассказам «Климко», «Дед Северин» и «Огонёк далеко в степи» был снят фильм «Климко»;
- в 1993 году по рассказу «Три плача по Степану» был снят одноимённый короткометражный фильм[10].

## Личная жизнь
В 1937 году отец Григора, Михаил, был репрессирован и расстрелян. В 1957 году Михаил Тютюнник был реабилитирован просмертно. Мать Григора, Анна Михайловна, умерла в 1987 году. В 1958 году женился на Людмиле Васильевне из села Верхняя Мануйловка на Полтавщине. 

### Дети
- Михаил (1963—2015) — окончил романо-германский факультет Киевского университета. Умер в 2015 году от белокровия. Похоронен возле отца.
- Василий (1970) — окончил факультет украинской филологии Киевского университета. В 2008 году эмигрировал в Латинскую Америку.